# Паха-Куйвашоя
Паха-Куйвашоя — река в России, протекает по территории Юшкозерского сельского поселения Калевальского района и Кривопорожского сельского поселения Кемского района Республики Карелии. Длина реки — 11 км.
Река течёт преимущественно в северо-западном направлении, имеет два малых притока суммарной длиной 6,0 км.
Втекает в реку Куйвашоя, впадающую в реку Кемь.
Населённые пункты на реке отсутствуют.
Код объекта в государственном водном реестре — 02020000912102000004485.